# Heinz Ladendorf
 Heinz Ladendorf  (* 29. Juni 1909 in Leipzig; † 15. August 1992 in Köln) war ein deutscher Kunsthistoriker.

## Leben und Werk
Ladendorf wuchs bei Pflegeeltern in Berlin auf und besuchte dort das Gymnasium. Er studierte Kunstgeschichte, Klassische Archäologie und Geschichte an den Universitäten Berlin, Leipzig und Prag. Dort wurde er 1927 bei der Prager Universitäts-Sängerschaft „Barden“ (heute zu München) aktiv. 1933 wurde er in Leipzig bei Leo Bruhns mit einer Arbeit zu Andreas Schlüter promoviert.
1934/35 war er Volontär und – nach einem Stipendium an der Bibliotheca Hertziana in Rom – seit 1936 für die Verwaltung der preußischen Schlösser und Gärten in Berlin als Direktor der Schlossbibliothek tätig. Nach der Teilnahme am Zweiten Weltkrieg war er seit 1946 Assistent am Archäologischen Institut der Universität Leipzig, wo er sich 1948 habilitierte. Am Kunsthistorischen Institut der Universität Leipzig lehrte er dann zunächst als Dozent, seit 1952 als außerordentlicher Professor und Institutsdirektor, seit 1954 als ordentlicher Professor. 1955 wurde er Mitglied der Sächsischen Akademie der Wissenschaften. Nach Misshelligkeiten mit der FDJ-Gruppe an der Universität und dem Vorwurf des Dekans und der SED-Leitung, er würde nichts für „die sozialistische Bewusstseinsbildung“ beitragen, flüchtete er 1958 aus der DDR in die Bundesrepublik Deutschland. Daraufhin wurden ihm die akademischen Titel als „Verräter“ aberkannt. 

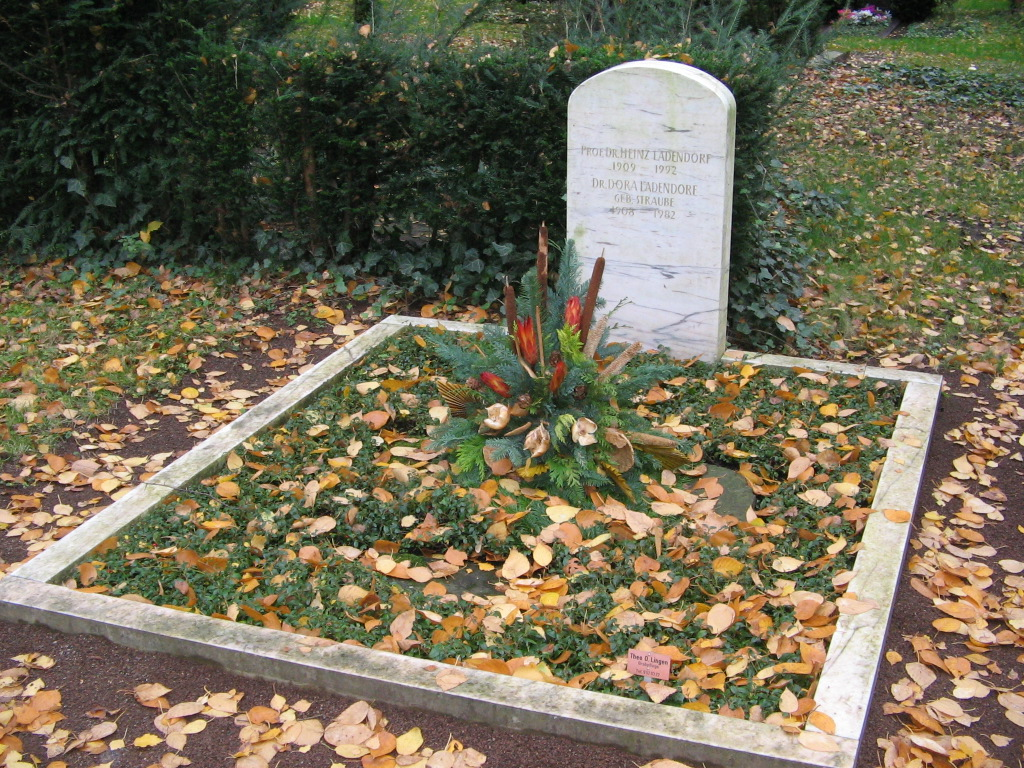
Grabstein auf dem Melaten-Friedhof in Köln

Ab 1958 lehrte er an der Universität zu Köln als Professor für Kunstgeschichte und Direktor des Kunsthistorischen Instituts bis zu seiner Emeritierung 1977. Die Universität Leipzig annullierte die Aberkennung seiner Grade erst nach der Wende 1990.
Für die Publikation der Schriften von Friedrich Naumann bearbeitete Ladendorf den Band der Ästhetischen Schriften.

## Veröffentlichungen (Auswahl)
- Der Bildhauer und Baumeister Andreas Schlüter. Beiträge zu seiner Biographie und zur Berliner Kunstgeschichte seiner Zeit. (Forschungen zur deutschen Kunstgeschichte, Bd. 2). Deutscher Verein für Kunstwissenschaft, Berlin 1935.
- Antikenstudium und Antikenkopie. Vorarbeiten zu einer Darstellung ihrer Bedeutung in der mittelalterlichen un neueren Zeit / Heinz Ladendorf  (= Abhandlungen der Sächsischen Akademie der Wissenschaften zu Leipzig, Philologisch-Historische Klasse, Band 46, Heft 2) Berlin 1953 (= Habilitationsschrift unter dem Titel Zur Frage des Leitwertes der antiken Plastik für die neuere Kunstgeschichte. Vorarbeiten zu einer Darstellung der Bedeutung von Antikenstudium und Antikenkopie in der neueren Kunst).
- Andreas Schlüter – Baumeister und Bildhauer des preußischen Barock. Seemann, Leipzig 1997. ISBN 978-3-363-00676-6, (archive.org).
- Einwirkungen der Renaissance auf die russische Kunst, in: Beiträge zu den europäischen Bezügen der Kunst in Russland. Schriften des Komitees der Bundesrepublik Deutschland zur Förderung der Slawischen Studien 1, 1979.